# Yamatotettix nigromaculatus
Yamatotettix nigromaculatus är en insektsart som beskrevs av Hajime Ishihara 1954. Yamatotettix nigromaculatus ingår i släktet Yamatotettix och familjen dvärgstritar. Inga underarter finns listade i Catalogue of Life.